# European Federation of Radio Operated Model Automobiles
L'EFRA (European Federation of Radio Operated Model Automobiles) è l'organo che governa, promuove e gestisce le competizioni agonistiche riguardanti l'automodellismo radiocomandato in Europa.

## Storia
Fondata nel 1973, l'EFRA era inizialmente formata da Francia, Germania, Gran Bretagna, Paesi Bassi, Italia e Svizzera.
Lo scopo dell'Organizzazione era la regolamentazione dell'automobilismo radiocomandato sportivo in Europa, grazie alla creazione ed all'utilizzo di un regolamento agonistico comune, che definisce il Campionato Europeo, e gran parte delle regole dei campionati ufficiali all'interno di ogni singolo Paese.

## Obiettivo
L'EFRA è attualmente composta da 28 stati membri e rappresenta l'Europa nell'IFMAR (International Federation of Model Auto Racing), l'organizzazione che regolamenta l'automodellismo sportivo in ambito internazionale.
Oltre ad organizzare e gestire le competizioni nella sua zona di amministrazione, l'EFRA si occupa anche dell'approvazione dei componenti quali motori, marmitte o telai utilizzabili nelle competizioni in tutta Europa.

## Membri

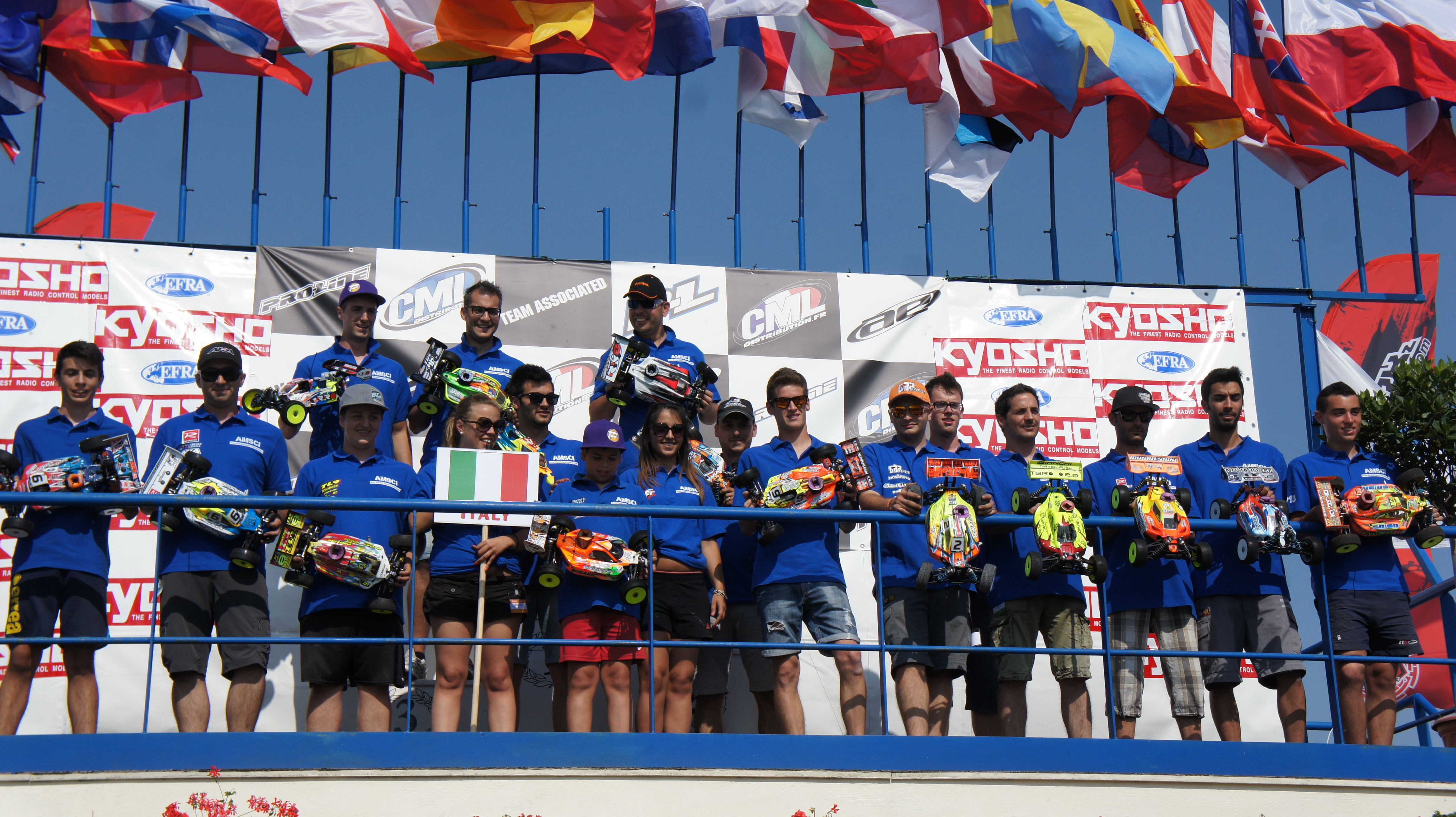
Italia.

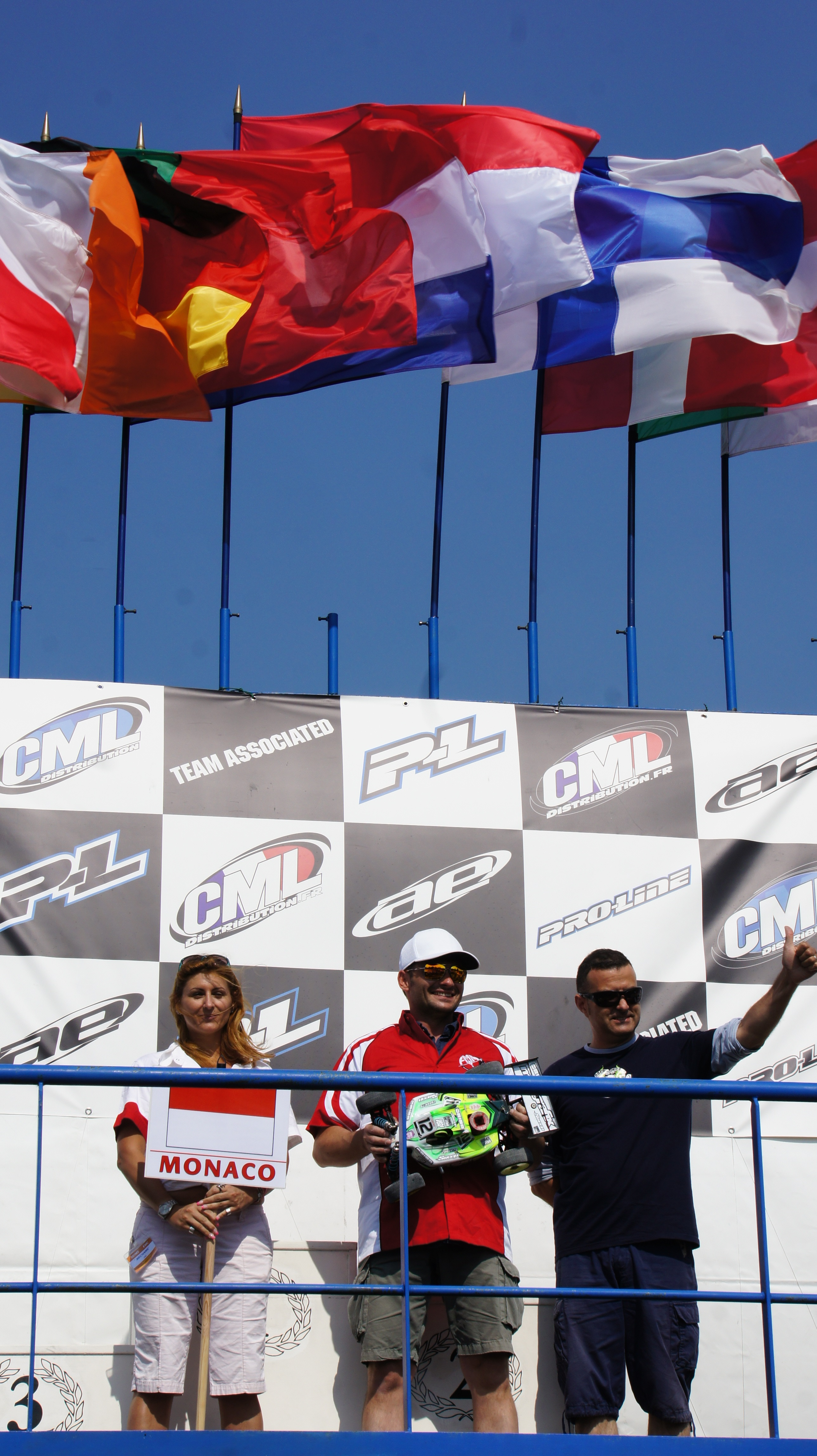
Monaco.

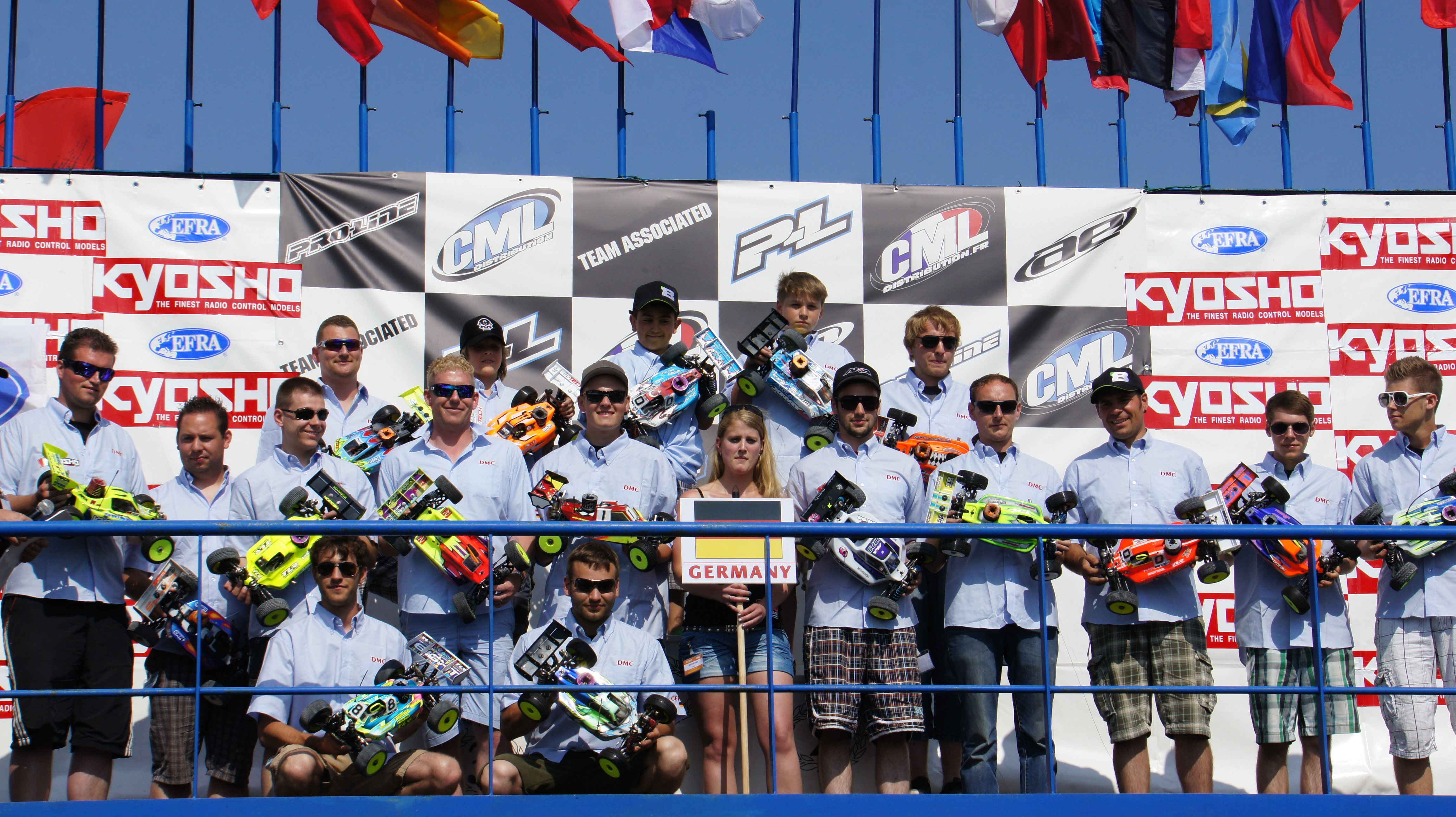
Germania.

Membri EFRA con rispettiva organizzazione nazionale:
- Austria - Österreichische Funkmodellautoverband (OFMAV)
- Belgio - Federatie Belgische Automodelsport (FBA) Archiviato il 5 dicembre 2006 in Internet Archive.
- Bulgaria
- Cipro
- Croazia - Hrvatski Automodelarski Savez (HAMS)
- Danimarca - Dansk Automobil Sports Union (DASU)
- Estonia - Eesti Automudelispordi Klubi (EAMK)
- Finlandia
- Francia - Federation de Voitures Radio Commandees (FVRC) Archiviato il 2 gennaio 2009 in Internet Archive.
- Georgia
- Germania - Deutschen Minicar Club (DMC)
- Gran Bretagna - British Radio Car Association (BRCA)
- Grecia - Hellenic Modeling Federation (ELME) - (Ελληνική Μοντελιστική Ένωση (ΕΛ.Μ.Ε.)]
- Irlanda
- Italia - Auto Model Sport Club Italiano (AMSCI)
- Lussemburgo - Fédération Luxembourgeoise d'AutoModélisme Radio-Commandé (FLAMRC)
- Norvegia
- Paesi Bassi - Nederlandse Organsatie Model Auto Clubs (NOMAC)
- Polonia
- Portogallo - Federação Portuguesa de Rádio Modelismo Automóvel (FEPRA)
- Repubblica Ceca - RC Autoklub České republiky (RCACR)
- Romania
- Slovacchia
- Slovenia
- Spagna - Asociación Española de Coches A Radiocontrol (AECAR)
- Svezia
- Svizzera - Swiss R/C Car Clubs Association (SRCCA)
- Turchia
- Ungheria
- Ucraina - Federazione nazionale ucraina degli sport modello (UFAS)